# Embolización
Embolización significa ocluir de manera voluntaria vasos sanguíneos con diferentes intenciones. La embolización percutánea y/o endovascular es una opción terapéutica comprendida dentro de la Radiología Intervencionista o Técnicas Mínimamente Invasivas, indicada para el tratamiento de diferentes patologías como aneurismas o hemorragia arterial de diversas localizaciones (hemorragia traumática, hemorragia digestiva, hemoptisis, hemoperitoneo, etc.), tratamiento de tumores, etc. La finalidad de esta técnica es frenar o disminuir el flujo sanguíneo del vaso arterial (con menor frecuencia, venoso) lesionado o patológico mediante la colocación de dispositivos oclusores o la inyección de materiales embolizantes (sólido o líquido) con el fin de producir una oclusión intencionada de la luz del vaso. Esta puede ser realizada a cualquier nivel, desde las arterias o venas de gran calibre hasta el lecho capilar, y puede ser temporal o permanente, parcial o completa. En patología neurológica el procedimiento es realizado por un neurorradiólogo Intervencionista, quedando el resto en manos del radiólogo intervencionista.

## Nombres alternativos
Tratamiento endovascular de embolia; embolización con espirales (en el caso de las aneurismas y las fístulas)

## Enfermedades que puede tratar
Se puede utilizar para tratar:
- Aneurismas vasculares (cerebrales, esplénicos o de cualquier otra localización).

- Malformación arteriovenosa.

- Fístulas.

- Tumores vasculares (hepáticos, cerebrales), renales, miomas uterinos, etc.)
- Hemorragias: hemoptisis, hemoperitoneo, hemorragia traumática, hematuria, hemobilia, hemorragia digestiva, hemorragia ginecológica.

- Angiofibromas.

- Hemangiomas.

- Posibilidad de realizar embolización de tumores vascularizados previa a la extirpación quirúrgica, para disminuir riesgo de hemorragia intraoperatoria y facilitar el acto quirúrgico.

## Historia
Los primeros antecedentes que se tienen sobre la embolización se remontan a 1904, cuando Dawbain, Lusesenhop y Spence describieron cómo se inyectaba a través de una arteria (específicamente la arteria carótida) parafina-petrolada derretida, para tratar a pacientes con tumores en el cerebro. Durante los años siguientes diferentes autores incursionaron en estos territorios buscando nuevas técnicas y nuevos agentes embolizantes para utilizar en la oclusión. Pero fue cerca de 1972 cuando Zanetti y Sherman introducen como agente embolizante al adhesivo tisular Isobutyl 2-Cyanoacrylato en Estados Unidos. Sin embargo, en los últimos veinte años gracias a la tecnología se logró a través de nuevos agentes embolizantes, microguías y microcatéteres llegar a lograr una oclusión más segura y exitosa en un lugar tan complicado como lo es el cerebro.

## Materiales embolizantes
Embolizantes líquidos:
- Cianoacrilato: es un pegamento instantáneo, que incluso es utilizado en muchos hogares. Es de rápida polimerización; es una solución radiolucida, por lo que para que funcione se utiliza en conjunto con un medio de contraste. 
- Onyx: el más utilizado en el último tiempo, es un agente líquido con menos capacidad adhesiva y que posee una polimerización lenta. 
Partículas embolizantes:
- Partículas de PVA (polivinil alcohol), embosferas: material irreabsorbible utilizado para ocluir reducir significativamente el problema cerebral, ya que ocluyen eficientemente; aunque según estudios se han obtenido mejores resultados con los cianoacrilatos; consiguiéndose con esto mayor obliteración.
- Gelfoam: es una esponja de gelatina que es reabsorbida luego de días o semanas (3 semanas).
Embolizantes mecánicos:
- Coils y microcoils de platino, globos desechables, Amplatzer: son ocluyentes permanentes que inducen trombosis local.

## Precauciones antes de la embolización
Antes que todo debe hacerse un examen de sangre para saber en que estado se encuentran su hígado y sus riñones. 
Deje de tomar aspirinas, antiinflamatorios y sobre todo anticoagulantes (si los toma).
Informe a su médico sobre alergias y enfermedades recientes. 
Si es mujer y tienes dudas sobre si esta embarazada debe informar a su médico, ya que mucho de lo que se hace durante la embolización utiliza rayos X y estos pueden hacerle daño al feto; por lo que se puede cancelar la intervención o tomar las mayores precauciones para no dañar al feto.
Antes del procedimiento se realizara una tomografía cerebral y una resonancia magnética nuclear.

## Procedimiento
Primero diremos que el fin de la embolización es eliminar o disminuir el flujo vascular. Primero se realiza una arteriografía cerebral, sabiendo gracias a esto exactamente donde se ubica la lesión cerebral. Se elige un tipo de sistema de introducción femoral (se elige el tamaño) según variados aspectos técnicos y físicos de la persona a tratar. Luego de esto el sistema es conectado a una infusión de solución salina continua heparinizada, todo esto a través de una llave en forma de Y que permite el intercambio de solución salina. Se rasura, esteriliza y cubre con un paño y el anestesiólogo inyecta anestesia en la zona, luego se realiza un corte en la pierna, muy cerca de la ingle; en donde se encuentra la arteria femoral y se introduce el catéter ( que es un tubo largo, delgado y flexible que tiene generalmente el espesor de una hebra de spaguetti) con mucho cuidado. El médico guía el catéter hasta llegar a través de esta arteria al cerebro (guía el catéter inyectando a través de la arteria un líquido de contraste y así «iluminar» su camino hasta la lesión cerebral. Después de llegar al cerebro procede a buscar la lesión cerebral y hacer pasar a través del catéter el agente embolizante intentando ocluir por completo o parcialmente la lesión que está siendo tratada. Después de realizar esto, se procede a retirar el catéter y aplicar presión sobre la apertura en la arteria femoral, poniendo luego unas vendas (no necesita sutura). Después de la embolización el paciente debe permanecer acostado y en reposo para ser observado por sus médicos. Luego deberá permanecer de una a cuatro semanas hospitalizado, según sea su evolución.

## Beneficios y complicaciones
Beneficios:
Es un tratamiento mínimamente invasivo. 
Sirve para tratar lesiones cerebrales intratables con cirugía. 
No necesita incisión quirúrgica, solo un corte en la ingle para insertar el catéter.
Complicaciones:
Tiene un riesgo del 3 al 5%.
Luego de la embolización puede que el paciente quede con algún tipo de déficit neurológico (que puede ser muy leve o muy severo):
- coágulos;

- reacción alérgica al medio de contraste;

- lesión de los riñones;

- debilidad en el cuerpo;

- parálisis;

- confusión continua;

- pérdida de la visión;

- pérdida del habla;

- pérdida de la memoria;

- lesiones arteriales;

- convulsiones;

- infección en el lugar donde se introdujo el catéter

- muerte (en raros casos);

- Pérdida del cabello;

- Desarrollo de la epilepsia.